# Prodontria lewisi
Prodontria lewisi (englische Trivialnamen: Cromwell Chafer oder Cromwell Chafer Beetle) ist ein flugunfähiger Käfer aus der Familie der Blatthornkäfer (Scarabaeidae). Er ist auf der Südinsel Neuseelands endemisch und kommt dort ausschließlich in der Gegend um Cromwell in der Region Otago vor.

## Merkmale
Der Käfer ist ausgewachsen 15-16 Millimeter lang und 8,5 Millimeter breit. Die Weibchen sind länger und breiter als die Männchen, haben aber etwas kürzere Vorder- und Hinterbeine. Die Deckflügel sind stark gewölbt, in Längsrichtung mit Rillen versehen und blass rötlich-braun gefärbt.

## Verbreitung
Der Käfer wurde erstmals im Jahr 1904 von dem Entomologen (Insektenkundler) Thomas Broun (1838–1919) in der Gegend in und um Cromwell nachgewiesen. Es wird angenommen, dass Prodontria lewisi aus einer kleinen Gründerpopulation entstanden ist, die in der Zeit des Pleistozäns im Cromwell Becken isoliert vorkam. Man geht davon aus, dass vor der Besiedlung Neuseelands durch die Europäer der Lebensraum des Käfers ungefähr 500 Hektar Land umfasste, aber heute infolge intensivierter Flächennutzung und von Flächenverbrauch auf weniger als 100 Hektar geschrumpft ist. Nachdem 1977 die Öffentlichkeit durch Zeitungs- und Fernsehbeiträge auf die Bedrohung der Art aufmerksam gemacht wurde, kam eine Diskussion in Gang, die 1979 dazu führte, dass die Stadtverwaltung von Cromwell ein Reservat vorläufig sicherstellte und einzäunte. 1983 wurden von diesem Gebiet 81 Hektar unter dem Reserves Act (1977) als Schutzgebiet für den in seinem Bestand bedrohten Käfer ausgewiesen. Seit 1997 ist der Käfer auch als eine vom Aussterben gefährdete Art in der Roten Liste aufgeführt.

## Lebensweise und Verhalten
Der Lebensraum des Käfers sind die Sand- und Dünengebiete der Cromwell-Ebene, die eine lückige Vegetation aus Gewöhnlichem Strandhafer (Ammophila arenaria), Strauch-Lupine (Lupinus arboreus), Monterey-Kiefer (Pinus radiata) und Silberkissen (Raoulia australis), einer widerstandsfähigen Polsterpflanze, tragen. Die dominierende Grasart Poa laevis gehört zum Typ der Tussockgräser.
Prodontria lewisi zieht sich tagsüber bis zu 50 cm tief in den feuchten Sand zurück, oft im Wurzelwerk von Poa laevis oder Raoulia australis verborgen. Die letztere ist auch seine Hauptnahrungspflanze. Kurz nach der Dämmerung verlässt er das Tagesquartier, um zu fressen. Besonders aktiv ist Prodontria lewisi bei feucht-warmer Witterung, während er bei Temperaturen unter 6 °C meist in seinem Versteck bleibt. Bei der Partnersuche sind die Männchen die Aktiven und treffen die Wahl für das passende Weibchen. Die Weibchen legen ihre Eier an die Wurzeln des Tussockgrases ab, von dem sich später die Larven ernähren.
Zur Biologie von Prodontria lewisi ist bislang nur wenig bekannt, weshalb Ferreira und McKinlay 1999 im Auftrag des „Department of Conservation“ Vorschläge für weitere Forschungen gemacht haben.

## Natürliche Feinde
Neben dem Menschen zählen fast ausnahmslos von Europäern eingeführte Tierarten zu den Feinden von Prodontria lewisi. Dazu gehört beispielsweise der Braunbrustigel (Erinaceus europaeus). Ursprünglich war er in Neuseeland angesiedelt worden, weil er die eingeschleppten und sich unkontrolliert vermehrenden Schnecken eindämmen sollte. Auch drei aus Europa eingeführte Vogelarten tragen zur Gefährdung des Käfers bei: Amsel (Turdus merula), Singdrossel (Turdus philomelos) und besonders der Steinkauz (Athene noctua). Dieser sollte eigentlich die europäischen Singvögel dezimieren, die zur Erntezeit über die Obstplantagen herfallen. Der Steinkauz ernährt sich ungefähr zu 10 Prozent von Prodontria lewisi. Einheimische Tiere oder Parasiten, die die Käferpopulation schädigen könnten, sind bis auf die Spinnenart Porrhothele antipodiana nicht bekannt. Die in Neuseeland als „Black Tunnelweb Spider“ bekannte Art diente als Inspiration für das Aussehen Shelobs in Peter Jacksons Herr der Ringe.